# Guignardia rosae
Guignardia rosae är en svampart som först beskrevs av Bernhard Auerswald, och fick sitt nu gällande namn av Franz Petrak 1921. Guignardia rosae ingår i släktet Guignardia och familjen Botryosphaeriaceae.   Inga underarter finns listade i Catalogue of Life.